# Jorge Fernandes
Jorge Filipe Oliveira Fernandes, noto semplicemente come Jorge Fernandes (Braga, 2 aprile 1997), è un calciatore portoghese, difensore del Al-Fateh.

## Caratteristiche tecniche
È un difensore centrale.

## Carriera

### Club
Ha esordito con la seconda squadra del Porto il 15 agosto 2015 nel match vinto 2-1 contro il Santa Clara.

### Nazionale
Nel 2017 ha partecipato con la Nazionale Under-20 portoghese al mondiale di categoria.

## Statistiche

### Presenze e reti nei club
Statistiche aggiornate al 15 settembre 2018.
| Stagione        | Squadra         | Campionato      | Campionato | Campionato | Coppe nazionali | Coppe nazionali | Coppe nazionali | Coppe continentali | Coppe continentali | Coppe continentali | Altre coppe | Altre coppe | Altre coppe | Totale | Totale |
| Stagione        | Squadra         | Comp            | Pres       | Reti       | Comp            | Pres            | Reti            | Comp               | Pres               | Reti               | Comp        | Pres        | Reti        | Pres   | Reti   |
| --------------- | --------------- | --------------- | ---------- | ---------- | --------------- | --------------- | --------------- | ------------------ | ------------------ | ------------------ | ----------- | ----------- | ----------- | ------ | ------ |
| 2015-2016       | Porto B         | SL              | 3          | 0          | -               | -               | -               | -                  | -                  | -                  | -           | -           | -           | 3      | 0      |
| 2016-2017       | Porto B         | SL              | 20         | 0          | -               | -               | -               | -                  | -                  | -                  | -           | -           | -           | 20     | 0      |
| 2017-gen. 2018  | Porto B         | SL              | 16         | 1          | -               | -               | -               | -                  | -                  | -                  | -           | -           | -           | 16     | 1      |
| Totale Porto B  | Totale Porto B  | Totale Porto B  | 49         | 1          |                 | -               | -               |                    | -                  | -                  |             | -           | -           | 49     | 1      |
| gen.- giu. 2018 | Tondela         | PL              | 13         | 0          | CP+CdL          | 0+0             | 0+0             | -                  | -                  | -                  | -           | -           | -           | 13     | 0      |
| 2018-2019       | Tondela         | PL              | 4          | 0          | CP+CdL          | 0+2             | 0+0             | -                  | -                  | -                  | -           | -           | -           | 6      | 0      |
| Totale Tondela  | Totale Tondela  | Totale Tondela  | 17         | 0          |                 | 2               | 0               |                    | -                  | -                  |             | -           | -           | 19     | 0      |
| Totale carriera | Totale carriera | Totale carriera | 66         | 1          |                 | 2               | 0               |                    | -                  | -                  |             | -           | -           | 68     | 1      |

## Palmarès

### Club
- Segunda Liga: 1

Porto B: 2015-2016